# Pilley (Hampshire)
Pilley est un petit village de la paroisse civile de Boldre, dans le parc national de New Forest, dans le  Hampshire, en Angleterre. 
Pilley est situé à 3,2 km (2 miles) au nord du port de Lymington.

## Vue d'ensemble
Pilley est un village situé à l'est du village de Boldre, dans le Hampshire. À l'extrémité ouest du village se trouve Pilley Hill et à l'est, Bull Hill. La partie nord du village est connue sous le nom de Pilley Bailey. Pilley abrite le mémorial de guerre de Boldre et une église anglicane, en réalité une chapelle dédiée à saint Nicolas.

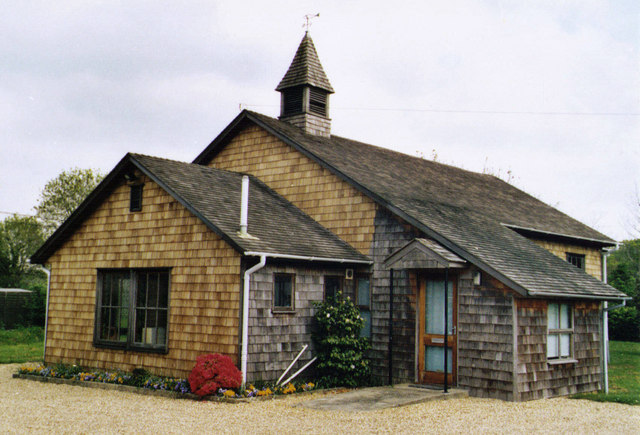
Chapelle Saint-Nicolas.

Le village a aussi une école primaire (nommée d'après William Gilpin) et une école maternelle.
Le village a une auberge au toit de chaume, appelée « Fleur de Lys ».
L’auberge prétend être la plus ancienne de la New Forest et servir des boissons depuis 1096. Une liste des propriétaires remontant à 1498 est visible à l'entrée.

## Histoire
Pilley figure à trois reprises dans le Domesday Book de 1086. 
Avant 1066, les terres étaient détenues par Edric, Alfric Small et Algar.
En 1086, une grande partie des terres avaient été rattachées à la New Forest, à l'exception de certaines terres détenues par Alfric Small et Hugh de Quintin.
En 1316, la famille Pilley y est établie, car Roger de Pilley apparaît comme copropriétaire avec John de Wereburn de la ville de Pilley. Des archives du XVe siècle sont découvertes dans de petites propriétés appartenant à diverses familles. En 1505, le manoir était entre les mains de Roger Filey, héritier d'une nièce Joan âgée de neuf ans. En 1547, John Filey vend le manoir à John Mill. Le bien est resté dans la famille Mill jusqu'au XVIIe siècle, il est ensuite passé par différentes mains jusqu'à la fin du XVIIIe siècle, quand les droits attachés au manoir ont probablement disparu.

## Bull Hill
Bull Hill est un petit hameau situé au sud-est de Pilley.